# Zaïre op de Olympische Zomerspelen 1988
Zaïre debuteerde op de Olympische Spelen tijdens de Olympische Zomerspelen 1988 in Seoel, Zuid-Korea. Het was de derde deelname van het land aan de Spelen en net zoals de vorige twee deelnames werd er geen medaille gewonnen.

## Deelnemers en resultaten
(m) = mannen, (v) = vrouwen 

### Atletiek
| Olympiër           | Discipline   | Resultaat | Prestatie                  |
| ------------------ | ------------ | --------- | -------------------------- |
| Mwana Bute Kasongo | 400m (m)     | DSQ       | serie 9: gediskwalificeerd |
| Kazanga Makok      | 800m (m)     | DSQ       | serie 7: gediskwalificeerd |
| Kaleka Mutoke      | 5000m (m)    | 37e       | serie 1: 16de in 14.56,33  |
| Kamana Koji        | 10000m (m)   | DNF       | serie 2: niet gefinisht    |
| Kamana Koji        | marathon (m) | 73e       | 2:38.34                    |
| Kaleka Mutoke      | marathon (m) | 89e       | 2:55.21                    |
|                    |              |           |                            |
| Christine Bakombo  | 400m (v)     | 43e       | serie 2: 6de in 57,89      |
| Christine Bakombo  | 800m (v)     | 27e       | serie 1: 8ste in 2.11,00   |
| Christine Bakombo  | 3000m (v)    | 43e       | serie 2: 16de in 10.32,88  |

### Boksen
| Olympiër            | Discipline | Resultaat | Prestatie                                                                                                   |
| ------------------- | ---------- | --------- | --- |
| Ibibongo Nduita     | -54 kg (m) | 17e       | 1ste ronde: W van TAN Ally: 3-2 2de ronde: V van JPN Matsushima: 0-5                                        |
| Vaban Banko         | -71 kg (m) | 17e       | 1ste ronde: vrij 2de ronde: V van ECU Mercado: 0-5                                                          |
| Serge Kabongo       | -75 kg (m) | 9e        | 1ste ronde: vrij 2de ronde: V van VAN Iahuat: scheidsrechterlijke beslissing 3de ronde: V van PAK Syed: 0-5 |
| Rund Kanika         | -81 kg (m) | 17e       | 1ste ronde: vrij 2de ronde: V van NGR Imadiyi: knock-out                                                    |
| Tshibalabala Kadima | +91 kg (m) | 17e       | 1ste ronde: V van FRG Schnieders: scheidsrechterlijke beslissing                                            |

### Wielersport
| Olympiër                                                     | Discipline         | Resultaat | Prestatie      |
| ------------------------------------------------------------ | ------------------ | --------- | -------------- |
| Mobange Amisi                                                | wegwedstrijd (m)   | 97e       | 4:43.15        |
| Kimpale Mosengo                                              | wegwedstrijd (m)   | 104e      | 4:45.20        |
| Ndjibu N'Golomingi                                           | wegwedstrijd (m)   | DNF       | niet gefinisht |
| Mobange Amisi Ndjibu N'Golomingi Pasi Mbenza Kimpale Mosengo | ploegentijdrit (m) | 28e       | 2:21.37,3      |

Afghanistan · Algerije · Amerikaanse Maagdeneilanden · Amerikaans-Samoa · Andorra · Angola · Antigua en Barbuda · Argentinië · Aruba · Australië · Bahama’s · Bahrein · Bangladesh · Barbados · België · Belize · Benin · Bermuda · Bhutan · Birma · Bolivia · Bondsrepubliek Duitsland · Botswana · Brazilië · Britse Maagdeneilanden · Brunei · Bulgarije · Burkina Faso · Canada · Centraal-Afrikaanse Republiek · Chili · China · Chinees Taipei · Colombia · Congo-Brazzaville · Cookeilanden · Costa Rica · Cyprus · Denemarken · Djibouti · Dominicaanse Republiek · Duitse Democratische Republiek · Ecuador · Egypte · El Salvador · Equatoriaal-Guinea · Fiji · Filipijnen · Finland · Frankrijk · Gabon · Gambia · Ghana · Grenada · Griekenland · Groot-Brittannië · Guam · Guatemala · Guinee · Guyana · Haïti · Honduras · Hongarije · Hongkong · Ierland · IJsland · India · Indonesië · Irak · Iran · Israël · Italië · Ivoorkust · Jamaica · Japan · Joegoslavië · Jordanië · Kaaimaneilanden · Kameroen · Kenia · Koeweit · Laos · Lesotho · Libanon · Liberia · Libië · Liechtenstein · Luxemburg · Malawi · Malediven · Maleisië · Mali · Malta · Marokko · Mauritanië · Mauritius · Mexico · Monaco · Mongolië · Mozambique · Nederland · Nederlandse Antillen · Nepal · Nieuw-Zeeland · Niger · Nigeria · Noord-Jemen · Noorwegen · Oeganda · Oman · Oostenrijk · Pakistan · Panama · Papoea-Nieuw-Guinea · Paraguay · Peru · Polen · Portugal · Puerto Rico · Qatar · Roemenië · Rwanda · Saint Vincent en de Grenadines · Salomonseilanden · Samoa · San Marino · Saoedi-Arabië · Senegal · Sierra Leone · Singapore · Soedan · Somalië · Sovjet-Unie · Spanje · Sri Lanka · Suriname · Swaziland · Syrië · Tanzania · Thailand · Togo · Tonga · Trinidad en Tobago · Tsjaad · Tsjecho-Slowakije · Tunesië · Turkije · Uruguay · Vanuatu · Venezuela · Verenigde Arabische Emiraten · Verenigde Staten · Vietnam · Zaïre · Zambia · Zimbabwe · Zuid-Jemen · Zuid-Korea · Zweden · Zwitserland